# クルンタイ銀行
クルン・タイ銀行 (KTB, Krung Thai Bank Public Company Limited, 鷹泰銀行, タイ語：ธนาคารกรุงไทย)は、タイ財務省傘下の国有企業かつ、タイ王国の四大銀行の一角を占める大手銀行である。国内に500を超える支店、海外には東京、香港、台北を含め12の支店を持つ。タイ証券取引所に上場していて、SET 50 Indexにも採用されている。(2008年2月現在)

## 歴史
- 1966年　タイ政府が農業銀行と州（Provincial）銀行を統合し設立
- 1986年　国有化されたサイアム銀行（旧アジア信託銀行）を合併
- 1989年　国有企業として初めてタイ証券取引所に上場
- 1998年　経営破綻したバンコク商業銀行から事業譲受、およびファースト・バンコク・シティ銀行を合併
- 2002年　イスラム金融事業部を創設
- 2005年　イスラム金融事業をタイ国イスラーム銀行へ事業移譲

## その他
タイ国内では強豪のサッカークラブのクルン・タイ・バンクFCを有し、2008年にはAFCチャンピオンズリーグに出場。鹿島アントラーズとも対戦した。